# Aubrey Fitch

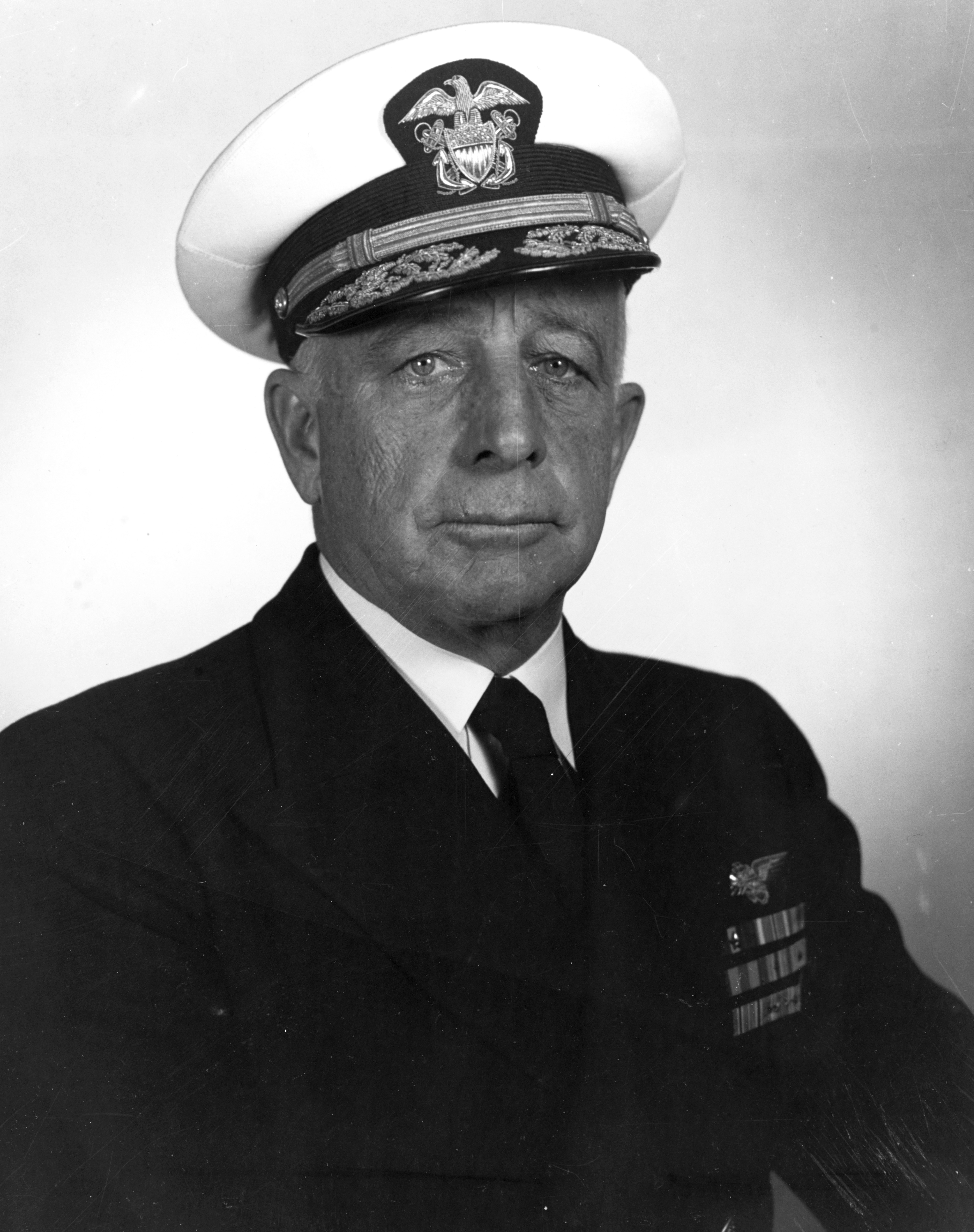
Aubrey W. Fitch (1946)

Aubrey Wray Fitch (* 11. Juni 1883 in St. Ignace, Mackinac County, Michigan; † 22. Mai 1978 in Newcastle, Lincoln County, Maine) war ein Admiral der United States Navy. Er war unter anderem Leiter (Superintendent) der United States Naval Academy (USNA).

## Leben
Er war ein Sohn von Ernest Fitch (1851–1940) und dessen Frau Emily Louisa Wray (1849–1929) und besuchte die öffentlichen Schulen seiner Heimat. Im Jahr 1906 absolvierte er die Marineakademie in Annapolis in Maryland. In der amerikanischen Kriegsmarine durchlief er anschließend alle Offiziersränge bis zum Admiral.
Nach seiner Graduation an der Militärakademie tat er auf verschiedenen Schiffen der amerikanischen Kriegsmarine Dienst. Im März 1910 absolvierte er einen Kurs über den Umgang mit Torpedos. Zwischen 1911 und 1913 gehörte er der Fakultät der Naval Academy an. Nach einer zwischenzeitlichen Verwendung als Schiffsoffizier wurde er im September 1914 dem Stab der Atlantischen Flotte zugeteilt. Wenig später erhielt zudem das Kommando über den Schoner USS Yankton. Dieses Kommando behielt er bis zum April 1917 als die Vereinigten Staaten in den Ersten Weltkrieg eintraten. Während der folgenden fünf Monate verblieb er im Stab der Atlantikflotte. Für den Rest des Krieges und darüber hinaus bis zum Januar 1919 war Fitch Waffenoffizier (Gunnery Officer) auf dem Schlachtschiff USS Wyoming. Dieses wurde zusammen mit anderen amerikanischen Kriegsschiffen am 25. November 1917 nach Großbritannien entsandt. Am 7. Dezember 1917 wurden diese Schiffe als 6. Schlachtgeschwader der britischen Grand Fleet unterstellt. In der Folge übernahm die USS Wyoming verschiedene Geleitschutzaufgaben unter anderem in der Nordsee. Außerdem war sie an der Verlegung von Seeminen beteiligt. An regulären Seegefechten nahm sie nicht teil.
Nach einer weiteren Tätigkeit als Lehrer an der USNA übernahm er im August 1920 das Kommando über eine Einheit von Minenverlegerschiffen. Dann erhielt er das Kommando über die Zerstörer USS Luce and USS Mahan. Zwischen Dezember 1922 und März 1927 war Aubrey Fitch Mitglied der amerikanischen Militärmission in Brasilien, die in Rio de Janeiro ansässig war. Nach zwischenzeitlich anderen Verwendungen im Marinehauptquartier und als Erster Offizier der USS Nevada erhielt er im November 1927 das Kommando über die USS Arctic (AF-7). Diese Aufgabe nahm er bis zum Juni 1929 wahr. Daran schloss sich auf der Naval Air Station Pensacola in Florida eine Ausbildung zum Marineflieger an. Zwischen Mai 1930 und Juli 1931 war er Kapitän der USS Wright I (AZ-1). Danach erhielt er für ein Jahr das Kommando über den Flugzeugträger USS Langley.
Anschließend erhielt er das Kommando über die Naval Air Station Hampton Roads in Virginia, das er bis zum Juni 1935 innehatte. Danach war er bis zum April 1936 Stabschef der Aircraft, Battle Force. In der Folge erhielt er das Kommando über den Flugzeugträger USS Lexington. Diese Aufgabe erfüllte er bis zum Jahr 1937. Es folgte ein bis zum Mai 1938 andauerndes Studium am Naval War College in Newport, Rhode Island. Danach kommandierte er bis zum April 1940 die Naval Air Station, Pensacola in Florida. Die folgenden sieben Monate war er in Pearl Harbor in Hawaii stationiert, wo er die Marineeinheit Patrol Wing 2 kommandierte. Als Nächstes wurde er mit der Leitung der Carrier Division 1 betraut. Diese stellte einen Verbund von Flugzeugträgern dar. Sein Flaggschiff war die USS Saratoga.
Nach dem amerikanischen Eintritt in den Zweiten Weltkrieg erhielt Aubrey Fitch im März 1942 den Oberbefehl über die amerikanischen Marineluftstreitkräfte im pazifischen Raum. Sein Flaggschiff war die USS Lexington. Nachdem dieser Flugzeugträger bei der Schlacht im Korallenmeer am 8. Mai 1942 versenkt worden war, verlegte er sein Hauptquartier auf den Kreuzer USS Minneapolis. Er behielt sein Kommando bis zum 20. September 1942. Danach übernahm er das Kommando über die Luftstreitkräfte im Südpazifik, wozu auch Lufteinheiten der United States Army, des United States Marine Corps und der Royal New Zealand Air Force gehörten. Damals kam es zu mehreren Gefechten mit den Japanern, wobei die von Fitch kommandierten Lufteinheiten eine wichtige Rolle spielten. Dazu gehören unter anderem die Kämpfe um die Salomonen und die Seeschlacht von Guadalcanal. Dieses Amt bekleidete er bis zum April 1944. Anschließend wurde er zum Marineministerium versetzt, wo er die Stabsabteilung für Luftverteidigung (Deputy Chief of Naval Operations for Air) leitete.
Am 16. August 1945 übernahm Aubrey Fitch als Nachfolger von John R. Beardall als Superintendent die Leitung der Marineakademie in Annapolis. Dieses Amt bekleidete er bis zum 15. Januar 1947 als James L. Holloway Jr. seine Nachfolge antrat. Damals unterstand die Akademie (bis zum Jahr 1962) dem Severn River Naval Command, der ebenfalls von Fitch geleitet wurde. Er war der erste Leiter der Marineakademie, der aus den Luftstreitkräften der Marine hervorgegangen ist.
In der Folge war Fitch je für kurze Zeit Mitglied im Stab des Undersecretary of the Navy im Hauptquartier der Marine und des Begnadigungs- bzw. Gefängnisausschusses der Marine. Am 1. Juli 1947 ging er in den Ruhestand.
Der seit 1912 mit Gwyneth Hungerford Conger (1891–1974) verheiratete Offizier starb am 22. Mai 1978 und wurde auf dem Friedhof der Marineakademie in Annapolis beigesetzt.

## Orden und Auszeichnungen
Aubrey Fitch erhielt im Lauf seiner militärischen Laufbahn unter anderem folgende Auszeichnungen:
- Navy Distinguished Service Medal
- Distinguished Flying Cross
- Legion of Merit
- Mexican Service Medal
- Navy Expeditionary Medal;
- World War I Victory Medall
- American Defense Service Medal
- Asiatic-Pacific Campaign Medal
- American Campaign Medal
- World War II Victory Medal